# Pedro Berges
Pedro Manuel Bergés Naval (1906 - 1978) foi um futebolista cubano. 

## Carreira
Pedro Bergés fez parte do elenco da histórica Seleção Cubana de Futebol que disputou a Copa do Mundo de 1938.

## Ligações Externas
- Perfil em Fifa.com (em inglês)